# 托尔斯托夫卡村委员会
托尔斯托夫卡村委员会（俄语：Толстовский сельсовет）是俄罗斯联邦阿穆尔州坦波夫卡区所属的一个村委员会。其下辖有1个居民点，行政中心为托尔斯托夫卡。据2016年统计，该村委员会的人口为763人。